# Боян Янков
Боян Янков Янков е български учен, професор в Техническия университет – София, специалист в областите „Теория на формалните езици и граматики“ и „Операционни системи“.

## Биография
Боян Янков е роден на 13 януари 1939 година в Каменица, Чепино или Лъджене, едно от трите села, които днес съставяляват град Велинград.
През 1980 г. защитава докторска дисертация на тема „Анализ и синтез на апаратни и програмни средства за транслация и интерпретация на езици от високо ниво“. Пет години по-късно е избран за професор в Техническия университет в София в областта на Теория на формалните езици и граматики.
През 80-те години екип ръководен от проф. д.т.н. Боян Янков разработва компютъра МУК-600 (Малък Учебен Компютър). Основаната идея на проекта е да се създаде помощно средство в обучението. Проектът е базиран на българската микропроцесорна фамилия СМ600 като крайният продукт надхвърля първоначалния си замисъл. Базовото програмното осигуряване включва управляваща програма, интерпретатор на БЕЙСИК, преносима операционна система и графичен редактор.
Ръководител на Катедра „Изчислителна техника“ (сега „Компютърни системи“) от 1992 г. до 1996 г. Проф. Янков е автор на много научни трудове, монографии, учебници и авторски свидетелства. Над 20 от тях са издадени зад граница.
Проф. Боян Янков умира през януари 1999 г. в София.

## Награди
- През 1985 г. е получил наградата на НТС за най-добра популярна техническа книга – „Бейсик за микрокомпютри“.